# Naděžda Bulharská
Naděžda Bulharská (bulharsky Надежда Българска; 30. ledna 1899 – 15. února 1958) byla bulharská princezna a členka bulharské královské rodiny.

## Život
Narodila se v královském paláci v Sofii jako nejmladší potomek bulharského knížete a pozdějšího cara Ferdinanda I. a jeho manželky Marie Luisy Bourbonsko-Parmské. Kněžna zemřela den po narození princezny Naděždy. Společně se sestrou Eudoxií byla vychovávána nevlastní matkou Eleanorou z Reussu, kterou si jejich otec vzal za manželku v roce 1907. V roce 1918 odešla spolu s otcem a sestrou do exilu v Německu.
V Mergentheimu se 24. ledna 1924 provdala za württemberského vévodu Albrechta Evžena (1895–1954). Měli spolu pět dětí.
- Ferdinand Evžen (3. 4. 1925 Karlsruhe – 3. 11. 2020 Friedrichshafen), svobodný a bezdětný[2]
- Markéta Luisa (25. 11. 1928 Karlsruhe – 10. 6. 2017 Paříž), manž. 1970 vikomt François Luce-Bailly de Chevigny (15. 6. 1923 Paříž – 6. 3. 2022 Neuilly-sur-Seine)[3][4]
- Evžen Eberhard (2. 11. 1930 Karlsruhe – 26. 7. 2022 Frankfurt nad Mohanem), manž. 1962 (rozv. 1972) arcivévodkyně Alexandra Rakouská (* 21. 5. 1935 Sonnberg)[5]
- Alexandr Evžen (* 5. 3. 1933 Stuttgart), svobodný a bezdětný[6]

Erb princezny Naděždy

- Erb princezny NaděždyŽofie (* 16. 2. 1937 Stuttgart), manž. 1969 (rozv. 1974) Antonio Manuel Rôxo de Ramos-Bandeira (2. 8. 1937 Lisabon – 23. 2. 1987 Rio de Janeiro)[7][8]

Princezna Naděžda zemřela ve Stuttgartu 15. února 1958 ve věku devětapadesáti let. Byla pohřbena po boku svého manžela v kryptě zámeckého kostela sv. Michaela v Altshausenu.